# Nombre imaginari
Un nombre imaginari és un nombre que elevat al quadrat resulta un nombre real més petit o igual que zero. Els nombres imaginaris van ser definits l'any 1572 per Rafael Bombelli. Inicialment, molts matemàtics eren reticents a considerar-los com a nombres, entre ells René Descartes, que va encunyar el terme amb propòsit despectiu.
Tots els nombres imaginaris poden ser expressats com a bi, en què b és un nombre real, i representem com a i la unitat imaginària, definida de forma que i² = -1. Com que qualsevol nombre negatiu -n es pot expressar com a -1·n, resulta que {\displaystyle {\sqrt {-n}}={\sqrt {n}}\cdot {\sqrt {-1}}} de manera que:{\displaystyle {\sqrt {-n}}={\sqrt {n}}\cdot i}.
Amb el conjunt de nombres imaginaris es pot estendre el conjunt dels reals fins al conjunt dels nombres complexos. Tenint-ho en compte, podem definir també els nombres imaginaris com aquells complexos de forma a+bi que tenen com a part real a=0.
Els nombres imaginaris tenen un paper fonamental en diverses disciplines matemàtiques com l'anàlisi complexa o l'àlgebra, així com en diferents branques de la física, com ara l'electrònica o la mecànica quàntica.
En electrònica, així com en moltes altres disciplines, per no confondre la i sovint utilitzada per expressar les intensitats o altres magnituds físiques, es fa servir la j com a indicador de la unitat imaginària.
El conjunt dels nombres imaginaris és de vegades denotat amb la lletra {\displaystyle \mathbb {I} }.

## Història

Una il·lustració del plànol complex. Els números imaginaris estan a l'eix de coordenades vertical.

Tot i que el matemàtic i enginyer grec Heró d'Alexandria és considerat el primer en concebre aquests números, Rafael Bombelli va establir per primera vegada les regles per a la multiplicació de nombres complexos el 1572. El concepte havia aparegut imprès anteriorment, per exemple en l'obra de Gerolamo Cardano. En aquella època, els nombres imaginaris (així com els nombres negatius) eren poc entesos i considerats per alguns com a ficticis o inútils, com s'havia considerat el zero. Molts altres matemàtics van trigar a adoptar l'ús de nombres imaginaris, inclòs René Descartes, que va escriure sobre ells a la seva "La Géométrie", on s'utilitzava el terme "imaginari" amb un sentit despectiu. L'ús de nombres imaginaris no va ser àmpliament acceptat fins a l'obra de Leonhard Euler (1707-1783) i Carl Friedrich Gauss (1777-1855). La significació geomètrica dels nombres complexos com a punts en un pla va ser descrita per primera vegada per Caspar Wessel (1745-1818).
El 1843, William Rowan Hamilton va estendre la idea d'un eix de nombres imaginaris al pla a un espai de quatre dimensions de quaternions imaginaris, en el qual tres de les dimensions són anàlogues als nombres imaginaris en el camp complex.
Amb el desenvolupament de l'anell de polinomis de l'anell quocient, el concepte darrere d’un nombre imaginari es va fer més substancial, però llavors també es troben altres nombres imaginaris, com la j dels nombres bicomplexos, que té un quadrat de +1. Aquesta idea va aparèixer per primera vegada amb els articles de James Cockle que van començar el 1848.
En enginyeria elèctrica i camps relacionats, la unitat imaginària sovint s'indica amb una j per evitar la confusió amb la intensitat d'unacorrent elèctrica, tradicionalment denotada amb una i.

### Cronologia
| Any  | Aconteixement                                                                                   |
| ---- | ----------------------------------------------------------------------------------------------- |
| 1572 | Rafael Bombelli realitza càlculs utilitzant nombres imaginaris.                                 |
| 1777 | Leonhard Euler utilitza el símbol “i” per representar l'arrel quadrada de -1.                   |
| 1811 | Jean-Robert Argand crea la representació gràfica del pla complex també conegut com pla d'Argand |

## Interpretació geomètrica

Rotacions de 90 graus en el pla complex.

Geomètricament, els nombres imaginaris es troben a l'eix vertical del pla de nombres complexos, cosa que permet presentar-los perpendicularment a l'eix real. Una forma de veure els nombres imaginaris és considerar una línia numèrica estàndard, que augmenta positivament de magnitud cap a la dreta i que augmenta negativament en magnitud cap a l'esquerra. A 0 en aquest eix x, es pot dibuixar un eix y amb una direcció "positiva" pujant; els nombres imaginaris "positius" augmenten de magnitud cap amunt, i els nombres imaginaris "negatius" augmenten de magnitud cap avall. Aquest eix vertical se sol anomenar "eix imaginari" i es denota iℝ, 𝕀 o ℑ.
En aquesta representació, la multiplicació per –1 correspon a una rotació de 180 graus sobre l'origen. La multiplicació per i correspon a una rotació de 90 graus en el sentit "positiu", en sentit antihorari, i a l'equació i² = −1 s’interpreta dient que si apliquem dues rotacions de 90 graus sobre l’origen, el resultat net és una rotació única de 180 graus. Tingueu en compte que una rotació de 90 graus en la direcció "negativa" (és a dir, en sentit horari) també satisfà aquesta interpretació. Això reflecteix el fet que -i també resol l'equació x² = −1. En general, multiplicar per un nombre complex és el mateix que girar al voltant de l'origen per l'argument del nombre complex, seguit d'un escalat per la seva magnitud.

## Arrels quadrades de nombre negatius
Quan es treballa amb nombres imaginaris que estan expressats com a valors principals d'arrels quadrades de nombres negatius, s'ha de tenir especial cura. Per exemple, si x i y són tots dos nombres reals positius, la següent cadena de desiagualtats sembla reaonable a primer cop d'ull:
{\displaystyle \textstyle {\sqrt {x\cdot y{\vphantom {t}}}}={\sqrt {(-x)\cdot (-y)}}\mathrel {\stackrel {\text{ (incorrecte) }}{=}} {\sqrt {-x{\vphantom {ty}}}}\cdot {\sqrt {-y{\vphantom {ty}}}}=i{\sqrt {x{\vphantom {ty}}}}\cdot i{\sqrt {y{\vphantom {ty}}}}=-{\sqrt {x\cdot y{\vphantom {ty}}}}\,.}
Però clarament no té sentit. El pas en què l'arrel quadrada es divideix en dues arrels no és legítim. (Vegi's fal·làcia matemàtica.)

## Operacions amb nombres imaginaris

### Sumairestade nombres imaginaris
Els nombres imaginaris se sumen i resten com si fossin nombres reals, conservant sempre la i indicador de nombre imaginari.
ai + bi = (a+b)i
ai - bi = (a-b)i
Per exemple:
i + 4i = 5i
2,3i −1,6i +5,7i = 6,4i

### Multiplicacióidivisióde nombres imaginaris
En multiplicar dos nombres imaginaris o dividir un real entre un imaginari, s'ha de tenir en compte que i·i = -1:
D'aquesta manera:
ai · bi = -(a·b)
a · bi = (a·b) i
ai / bi = a/b
ai / b = (a/b) i
a / bi = -(a/b)i
Si b és nul la divisió no està definida.

## Propietats
| {\displaystyle \vdots }                                                               |
| {\displaystyle i^{-3}=\;\;\;i}                                                        |
| {\displaystyle i^{-2}=-1}                                                             |
| {\displaystyle i^{-1}=-i}                                                             |
| {\displaystyle i^{0}\;\;=\;\;\;1}                                                     |
| {\displaystyle i^{1}\;\;=\;\;\;i}                                                     |
| {\displaystyle i^{2}\;\;=-1}                                                          |
| {\displaystyle i^{3}\;\;=-i}                                                          |
| {\displaystyle i^{4}\;\;=\;\;\;1}                                                     |
| {\displaystyle i^{5}\;\;=\;\;\;i}                                                     |
| {\displaystyle i^{6}\;\;=-1}                                                          |
| {\displaystyle \vdots }                                                               |
| {\displaystyle i^{n}\;\;=\;\;\;i^{n\operatorname {mod} 4}} (mod representa el residu) |
| {\displaystyle \vdots }                                                               |

Tot nombre imaginari pur pot ser escrit com {\displaystyle ib} on {\displaystyle b} és un nombre real i {\displaystyle i} és la unitat imaginària.
Cada nombre cocmplex pot ser escrit unívocament com una suma d'un nombre real i un nombre imaginari, de la següent forma:

{\displaystyle a+bi\,\!}

Al nombre imaginari {\displaystyle i} se'l denomina també constant imaginària.
Aquests nombres estenen el conjunt dels nombres reals {\displaystyle \mathbb {R} } i al conjunt dels nombres complexos {\displaystyle \mathbb {C} }.
D'altra banda, es pot assumir que els nombres imaginaris tenen la propietat, igual que els nombres reals, de poder ser ordenats d'acord al seu valor. És a dir, és correcte afirmar que {\displaystyle 1>0}, i que {\displaystyle -1<0}; això es deu al fet que {\displaystyle 1-0>0} i {\displaystyle -1-0<0}. Aquesta regla no aplica als nombre imaginaris, a causa d'una simple demostració.
S'ha de tenir en compte que en els nombres reals, el producte de dos nombres reales, posi's per cas a i b on ambdós són més grans que zero, és igual a un nombre més gran que zero. Per exemple, és correcte dir que {\displaystyle a=2>0}, {\displaystyle b=3>0}, per tant, {\displaystyle (a)(b)=c>0}, és a dir {\displaystyle (2)(3)=6}, i òbviament {\displaystyle 6>0}.
D'altra banda, si s'assumeix que {\displaystyle i>0}, llavors es té que {\displaystyle -1=(i)(i)>0}, la qual cosa és falsa.
D'igual manera, si s'assumeix que {\displaystyle i<0}, i es multiplica per {\displaystyle -1}, queda que {\displaystyle -i>0}. Per tant, se sap que {\displaystyle -1=(-i)(-i)>0}. La qual cosa és, igual que la suposició anterior, totalment fals.
La conclusió és que totes dues suposicions, així com qualsevol altra, en què s'intenta donar un valor ordinal als nombres imaginaris són completament errònies.

## Enllaços exters
- How can one show that imaginary numbers really do exist? – un article que discuteix l'existència de nombres imaginaris (anglès)
- 5 Numbers programme 4 Programa BBC Radio 4 (anglès)
- Why Use Imaginary Numbers? Arxivat 2019-08-25 a Wayback Machine. Explicació bàsica i usos dels nombres imaginaris (anglès)